# Керол Кејн
Каролин Лори Кејн, познатија као Керол Кејн (енгл. Carol Kane; рођена 18. јуна 1952. у Кливленду, Охајо) америчка је филмска и телевизијска глумица, номинована за Оскара за најбољу глумицу у главној улози у филму Улица Хестер. Осим тога, Кејн је позната по бројним улогама у филмовима и серијама у периоду 70-их и 1980-их, међу којима је најзначајнија ТВ серија Такси, за коју је 2 пута добила Награду Еми за најбољу главну глумицу у хумористичкој серији и номинована за Златни глобус.
Кејн најчешће глуми у комедијама, а неретко се појављује и у хорорима. Од 2000-их често учествује и у синхронизацији анимираних серија. У периоду 2005—2014. тумачила је лик Мадам Морибл на мјузиклу Wicked у Бродвејсом театру. 1988. је због свог дотадашњег рада примљена у охајску Кућу славних.

## Биографија
Керол Кејн је рођена у Кливленду, као ћерка Мајкла и Џој Кејн. Мајка јој је била џез певачица. јеврејског је порекла и њени деда и баба су се доселили из Русије. Родитељи су јој се развели када је имала 12 година.
До 1965. похађала је интернат у Деријену, након чега је студирала глуму у HB Studio школи и завршила Професионалну дечију школу у Њујорку. Свој глумачки деби имала је у позоришној представи Најбоље године госпођице Џин Броди.

## Каријера
Керолина популарност је знатно порасла након што је номинована за Оскара и то у категорији главне глумице у филму Улица Хестер. Убрзо затим уследила је и улога у романтичној комедији Вудија Алена, Ени Хол, као и у луткарстој серији Мапет шоу. Кејн се затим опробала у хорор филмовима и имала упечатљиву улогу финалне девојке Џил Џонсон у филму Кад странац позове. Истој улози Кејн се вратила и 14 година касније, у наставку који носи назив Кад странац узврати позив.
У периоду 80-их највише улога имала је у ситкомима, од којих је најзначајнији Такси.
У току каријере на филмовима је сарађивала са бројним холивудским звездама као што су: Џенифер Анистон, Бил Мари, Адам Драјвер, Џерард Батлер, Кори Хејм, Тилда Свинтон и многи други.

## Филмографија
| Улоге Керол Кејн |                                          |               |                      |                                                         |
| Година           | Српски назив                             | Изворни назив | Улога                | Напомена                                                |
| 1971             | Телесно сазнање                          |               | Џенифер              |                                                         |
| 1971             | Очајни ликови                            |               | млада девојка        |                                                         |
| 1975             | Улица Хестер                             |               | Гитл                 | Оскар за најбољу глумицу у главној улози (ном.)         |
| 1975             | Пасје поподне                            |               | Џени                 |                                                         |
| 1977             | Ени Хол                                  |               | Алисон               |                                                         |
| 1977             | Валентино                                |               | Старлет              |                                                         |
| 1979             | Мапет шоу                                |               | Мит                  |                                                         |
| 1979             | Кад странац позове                       |               | Џил Џонсон           |                                                         |
| 1980—1983        | Такси                                    |               | Симка Дахблиц-Грејвс | Награда Еми за ударне термине, ТВ серија                |
| 1982             | Норман воли Роуз                         |               | Роуз                 | Награда ААКТА за најбољу глумицу у главној улози (ном.) |
| 1985             | Кафић Уздравље                           |               | Аманда Бојер         | ТВ серија                                               |
| 1987             | Иштар                                    |               | Керол                |                                                         |
| 1987             | Принцеза невеста                         |               | Валери               |                                                         |
| 1988             | Возачка дозвола                          |               | гђа Андерсон         |                                                         |
| 1988             | Божићни духови                           |               | Дух садашњих Божића  |                                                         |
| 1989—1994        | Улица Сезам                              |               | Нина                 | ТВ серија                                               |
| 1990             | Џо против вулкана                        |               | фризерка             | камео улога                                             |
| 1993             | Вредности породице Адамс                 |               | бака Адамс           |                                                         |
| 1993             | Кад странац узврати позив                |               | Џил Џонсон           |                                                         |
| 1994             | Сајнфелд                                 |               | Корина               | ТВ серија                                               |
| 1994             | Аладин                                   |               | Браунхилда           | глас                                                    |
| 1995             | Болница Чикаго                           |               | Маргарита Бирч       | Награда Еми за ударне термине (ном.), ТВ серија         |
| 1997             | Одељење за убиства                       |               | Гвен Мунч            | ТВ серија                                               |
| 1998             | Ноди                                     |               | Вила Зубић           | глас                                                    |
| 1999             | Човек на Месецу                          |               | саму себе            |                                                         |
| 2001             | Породични човек                          |               | Керол                | глас                                                    |
| 2004             | Исповести тинејџерске краљице драме      |               | гђа Баголи           |                                                         |
| 2004             | Кунг фу панда                            |               | овца                 | глас                                                    |
| 2004             | Хоуп и Фејт                              |               | Корнелија Ракет      | ТВ серија                                               |
| 2005             | Миротворац                               |               | Хелга Полеску        |                                                         |
| 2008             | Четири Божића                            |               | тетка Сара           |                                                         |
| 2009             | Два и по мушкарца                        |               | Шели                 | ТВ серија                                               |
| 2009—2013        | Ред и закон: Одељење за специјалне жртве |               | Гвен Мунч            | ТВ серија                                               |
| 2009             | Манк                                     |               | Џој                  | ТВ серија                                               |
| 2010             | Ружна Бети                               |               | Лена Корвинска       | ТВ серија                                               |
| 2010             | Лов на бившу жену                        |               | Дон                  |                                                         |
| 2011—2014        | Фића и Феђа                              |               | Нана Шапиро          | глас                                                    |
| 2011             | Дора истражује                           |               | бака трол            | глас                                                    |
| 2013             | Без љутње, молим                         |               | Керол                | ТВ серија                                               |
| 2017             | Звездана против сила зла                 |               | др Џели Гудвел       | глас                                                    |
| 2018             | Златокосине авантуре                     |               | Мадам Канардист      | глас                                                    |
| 2019             | Водени свет малих гупија                 |               | морска вештица       | глас                                                    |
| 2019             | Мртви не умиру                           |               | Малори О'Брајан      |                                                         |
| 2019             | Острво Летњи Камп                        |               | Барб јуниор          | глас                                                    |